# ژاکت کار (فیلم)
ژاکت کار (انگلیسی: A Munkászubbony) فیلمی در ژانر درام است که در سال ۱۹۱۵ منتشر شد.